# Linzer Eintracht
Die Linzer Eintracht (auch Linzer Union) war ein Bündnis, das um 1472 gegründet wurde. Dem Bündnis gehörten rechtsrheinisch Linz, Unkel, Erpel, Honnef, Königswinter, Oberkassel, Leutesdorf, Ober- und Niederhammerstein sowie Hönningen und linksrheinisch Remagen und Mehlem an. Zudem sollen auch Nieder- und Oberdollendorf sowie weitere Ortschaften entlang des Rheins dem Bündnis als Gründungsmitglieder angehört haben. Die Stadt Linz hatte die Führung der Eintracht, deshalb war hier auch ihr regelmäßiger Versammlungsort.
Inhalt des Linzer Abkommens waren unter anderem die gegenseitige Hilfeleistung, wenn ein Ort des Bündnisses überfallen werden würde, die gegenseitige Erstattung der durch Angriffe entstandenen Kosten, die Katastrophenhilfe (Feuersbrünste) und die gegenseitige Anerkennung der Gerichtsurteile. Mitte der 1590er Jahre befand sich das Bündnis auf dem Höhepunkt seiner Leistungsfähigkeit. Nach dem Dreißigjährigen Krieg löste sich die Linzer Eintracht ohne formellen Beschluss auf.